# Station Rainford
Rainford is een spoorwegstation van National Rail in Rainford Junction, St. Helens in Engeland. Het station is eigendom van Network Rail en wordt beheerd door Northern Rail. 